# Bagà (ort)
Bagà är en ort i Spanien.   Den ligger i provinsen Província de Barcelona och regionen Katalonien, i den nordöstra delen av landet, 500 km öster om huvudstaden Madrid. Bagà ligger 785 meter över havet och antalet invånare är 2 178.
Terrängen runt Bagà är kuperad åt sydost, men åt nordväst är den bergig. Bagà ligger nere i en dal. Runt Bagà är det ganska glesbefolkat, med 24 invånare per kvadratkilometer. Närmaste större samhälle är Berga, 16,5 km söder om Bagà. I omgivningarna runt Bagà växer i huvudsak blandskog.